# یواس‌اس دایور (ای‌آراس-۵)
یواس‌اس دایور (ای‌آراس-۵) (به انگلیسی: USS Diver (ARS-5)) یک کشتی بود که طول آن ۲۱۳ فوت ۶ اینچ (۶۵٫۰۷ متر) بود. این کشتی در سال ۱۹۴۲ ساخته شد.